# Hypolycaena pigres
Hypolycaena pigres är en fjärilsart som beskrevs av Hans Fruhstorfer 1912. Hypolycaena pigres ingår i släktet Hypolycaena och familjen juvelvingar. Inga underarter finns listade i Catalogue of Life.